# Poiquilocitose

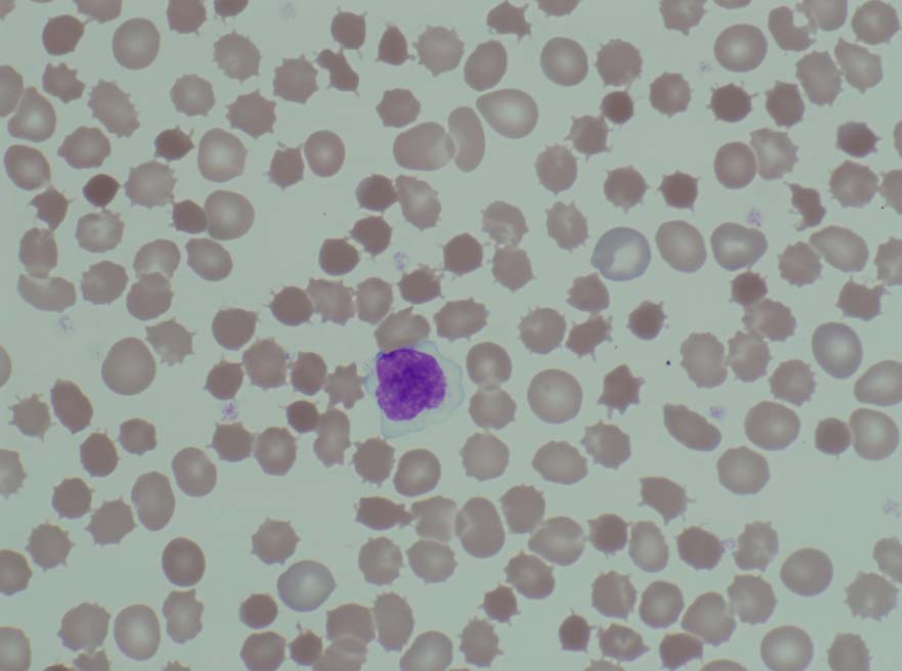
Acancitose é um tipo de poiquilocitose

Poiquilocitose ou pecilocitose refere-se à presença de poiquilócitos no sangue.
Poiquilócitos são eritrócitos de formas anormais. Os eritrócitos normais são discos ovais e achatados, mais finos no centro. Os poiquilócitos podem ser uma distorção dessa forma ou antes uma outra totalmente diferente. Geralmente, pode-se referir como poiquilocitose quando há aumento dos eritrócitos anormais, de qualquer das formas possíveis, que perfaçam 10% ou mais da população total.
O reconhecimento de várias formas ou poiquilócitos no esfregaço é útil na diferenciação das anemias. Os principais exemplos de poiquilócitos que caracterizam certas anemias são os seguintes: eliptócitos, esferócitos, dacriócitos e codócitos.
Os poiquilócitos podem originar-se por alterações bioquímicas nas membranas dos eritrócitos, alterações metabólicas das enzimas, anormalidades da molécula de hemoglobina, envelhecimento do eritrócito, anormalidades no micro-ambiente das células, etc.
Por exemplo: na anemia ferropriva, uma das mais frequentes na clínica médica. A deficiência de ferro é acompanhada por diminuição da hemoglobina, o que leva à sintomatologia anêmica devido à falta de oxigenação nos tecidos. O hemograma mostra quase sempre uma morfologia dos eritrócitos com microcitose e hipocromia, bem como a presença de formas variadas de eritrócitos (poiquilocitose).

## Tipos

### Perturbações da membrana
1. Acantócitos
2. Células alvo
3. Equinócito
4. Eliptócitos
5. Esferócitos
6. Estomatócitos
7. Drepanócito

### Trauma
1. Dacriócitos ou Células em lágrima
2. Queratócitos
3. Microesferócitos
4. Esquizócitos
5. Corpos Semilunares